# 竹内謙
竹内 謙（たけうち けん、1940年（昭和15年）12月6日 - 2014年（平成26年）4月2日）は、日本の政治家、ジャーナリスト。神奈川県鎌倉市長（2期）。
祖父・竹内金太郎は尾崎秀実、阿部定らの弁護にあたった刑事弁護士。

## 来歴
東京府東京市本郷区（現・東京都文京区本郷）生まれ。竹内誠・彗子の四男。第二次世界大戦中は夏季を神奈川県鎌倉市で過ごし、戦後はそのまま鎌倉市に定住する。神奈川県立湘南高等学校、早稲田大学理工学部土木工学科卒業。早稲田大学大学院理工学研究科修士課程（都市計画専攻）修了。1967年、朝日新聞社に入社。(同期は熊本朝日放送元会長の門垣逸夫)朝日新聞社では青森支局、山口支局、西部本社社会部での地方勤務を経験した後、東京本社政治部記者、朝日ジャーナル副編集長、調査研究室主任研究員、政治部編集委員（地球環境問題担当）等を務める。
1993年、朝日新聞社を退社。同年10月、「環境自治体の創造」を公約に掲げて鎌倉市長選挙に無所属で出馬し、環境保護活動家としても有名な、東慶寺閑栖井上禅定らの応援もあって、現職の中西功及び前神奈川県議会議員を破り初当選を果たした。1997年、鎌倉市長再選。2001年の鎌倉市長選には出馬せず、退任。2002年、江戸川大学客員教授に就任。
2002年、日本インターネット新聞株式会社を設立し、代表取締役社長に就任。翌2003年、日本初の本格的なインターネット新聞JANJANを創刊した。同年4月より早稲田大学オープン教育センター客員教授、2005年より早稲田大学大学院公共経営研究科客員教授（「地域主権」担当）に着任。2008年、日本インターネット報道協会を設立し、代表幹事に就任した。
2014年4月2日死去。73歳没。

## 人物

### ジャーナリストとして
- 朝日新聞記者時代、政治家の片言隻句に固執するばかりの政治部記者に絶望し、従来は社会部や科学部の担当分野であった環境問題に取り組んだ。特に1980年代後半、地球環境問題が国際政治のテーマに取り上げられるようになってからは世界各地の環境、人間破壊の現場へ取材に赴き、「環境破壊－－ソ連・東欧革命の底流」「新地球考」「地球環境の風景－－中国」等を連載した。
- 地球環境の保全をめぐる各国間の交渉や国際会議の動向を追う「国際環境政治」の報道にも従事し、国家間での有効な地球環境の保全策の取り決めの難しさを認識。ドイツの都市からなされた、住民を主体に「地球規模で考え、地域から行動する（Think globally, Act locally）」自治体からのアプローチに共感し、「環境自治体」の普及を図る報道に努める。
- 鎌倉市長退任後の2003年、一般市民が生活や仕事の現場からニュースを書く、「市民の、市民による、市民のための市民メディア」を標榜するインターネット新聞JanJanを創刊した。JanJanは「マスコミの書かないニュース」に主眼を置き、国内外のニュースを総合的に扱っており、速報性よりも解説・評論性が強く、途上国発信のIPS（Inter Press Service）ニュースを日本で唯一掲載していた。2010年4月、JanJanは広告費の落ち込みによる経営難のため休刊を決定したが、休刊の告知に対して継続を望む声が多く、「JanJanニュース」については同年5月から市民記者有志が開設した「JanJanBlog」[4]に引き継がれた。
- また全国すべての選挙情報（約3700件、5万人）を集積する「ザ・選挙～JanJan全国政治家データベース」や全国すべての政治団体（約7万団体）の政治資金収支報告書を一括整理する「政治資金データベース」等のデータベース・サイトも開設していたが、「ザ・選挙～JanJan全国政治家データベース」については2011年3月から株式会社VoiceJapanの「ザ選挙～選挙の総合サイト[5]」に継承された。

### 鎌倉市長として
- 鎌倉市長就任後、「環境自治体の創造」を旗印に環境基本条例やまちづくり条例、都市景観条例、パチンコ店規制条例等を制定した他、「環境自治体の創造」を基本理念に据えた新総合計画、環境基本計画、緑の基本計画、TDM（交通需要管理）計画、ゴミ半減計画等を鎌倉市による主導で策定。しかしTDMの目玉であるロードプライシング（Road Pricing、特定の地域に進入する車から料金を徴収することにより自動車交通量を抑制し交通渋滞や大気環境の改善を図る制度）の導入は商業者の反対が強く見送られた。
- 1996年、「記者クラブの改革そのものはメディア側が考えるべき問題だが、公共機関側は役所の部屋の使い方が適正かどうか行政改革の観点から見直す必要がある」として記者クラブによる記者室の独占的な使用を止め、全ての報道機関を記者に開放する「広報メディアセンター」を市役所内に開設した。広報メディアセンターは庁舎管理上の理由から登録制を採用し、登録できるのは宗教団体・政党の機関紙を除く「新聞、テレビ、ラジオ、雑誌、専門紙、地域紙、外国紙等のメディア」。従来、記者室は大手マスコミ6社（朝日、毎日、読売、東京、神奈川、NHK）の記者クラブが独占していたが、メディアセンター制以降はケーブルテレビ、FM放送、タウン紙、専門紙が加わり、2012年1月の時点では23社が登録している。鎌倉市の記者クラブ改革は日本新聞協会の記者クラブに関する見解を改正させるきっかけになった。

## 著書
- 『環境自治体共和国ー地域からの政治変革をめざして』（1993年、PHP研究所）
- 『地球人のまちづくりーわたしの市民政治論』（2001年、海象社）
- 『土建政治研究ー竹内藤男知事の人脈と金脈』（1997年、那珂書房）